# Scott Mathieson
Scott William Mathieson (né le 27 février 1984 à Vancouver, Colombie-Britannique, Canada) est un lanceur droitier de baseball qui évolue dans les Ligues majeures. Il est présentement agent libre.

## Carrière
Scott Mathieson est drafté en 17e ronde par les Phillies de Philadelphie en 2002. Il joue sa première partie dans les majeures le 17 juin 2006 comme lanceur partant des Phillies face aux Devil Rays de Tampa Bay. Mathieson remporte sa première victoire en carrière le 1er août de la même année face aux Cardinals de Saint-Louis. Il termine la saison 2006 avec une victoire et quatre défaites en 9 parties jouées, et une moyenne de points mérités de 7,47 en 37,1 manches lancées.
Blessé au coude en fin de saison, il subit la première de deux opérations de type Tommy John en trois ans. Il joue en ligues mineures en 2007 mais ressent encore des malaises au bras. Il ne joue pas du tout en 2008 et tente un retour en 2009, toujours dans les ligues mineures. En 22 parties lancées en relève, il remporte ses 4 décisions et conserve une spectaculaire moyenne de points mérités de 0,84. Il participe au camp d'entraînement des Phillies en 2010 puis apparaît dans deux parties de saison régulière avec eux. Lorsqu'il monte sur la butte le 18 juin 2010 à Philadelphie contre les Twins, il n'avait pas lancé dans les majeures depuis le 2 septembre 2006. 
Il lance cinq manches pour Philadelphie en 2011 et passe le reste de la saison à Lehigh Valley dans la Ligue internationale, où évolue le club-école des Phillies. Il est libéré de son contrat en novembre suivant à sa demande, puisqu'il désire se joindre à un club de baseball en Asie.

### International
Mathieson a représenté l'équipe du Canada à la Classique mondiale de baseball en 2006.